# Madoogali

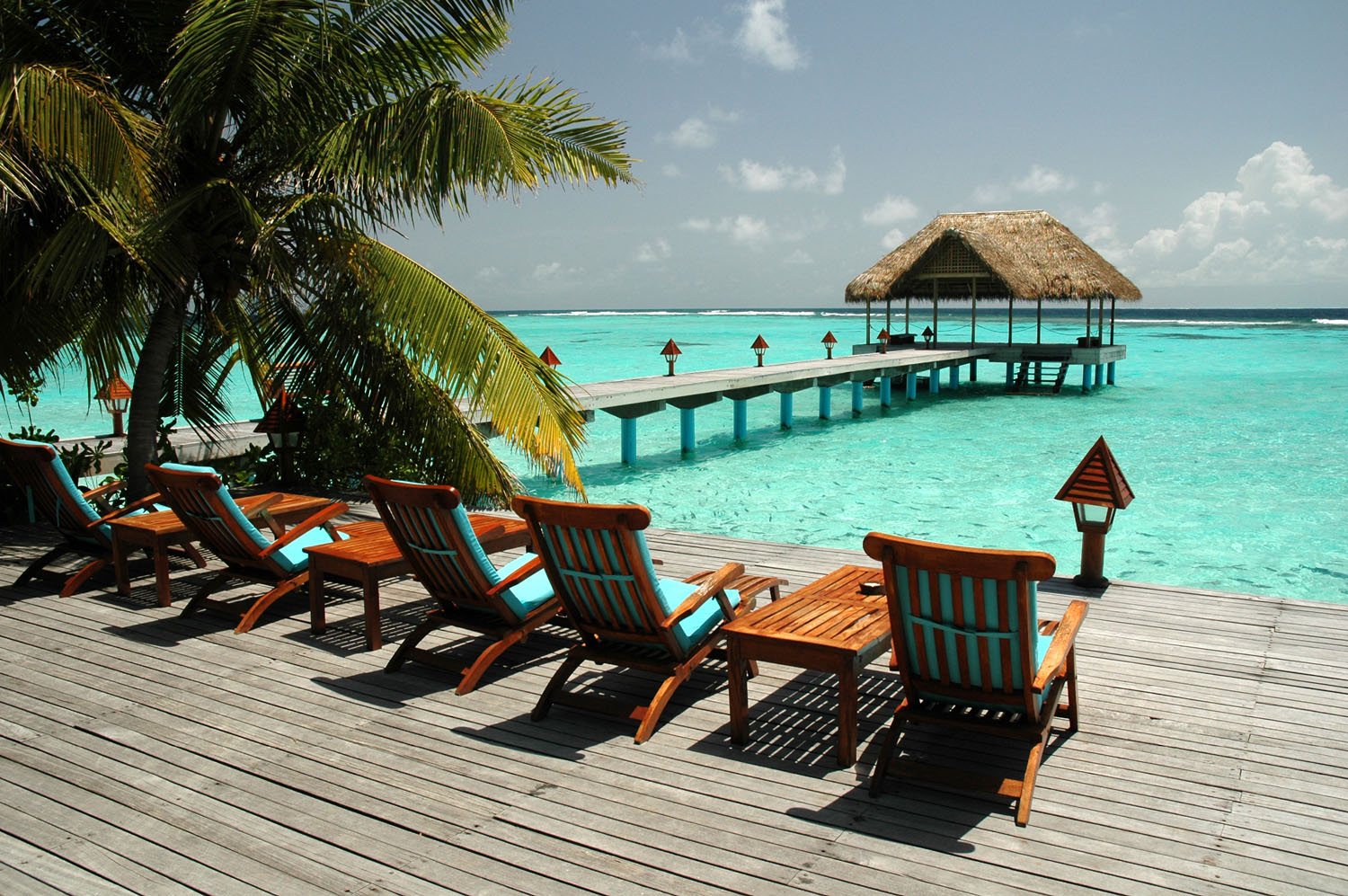
Uno dei pontili dell'isola di Madoogali, ripreso dalla terrazza del bar.

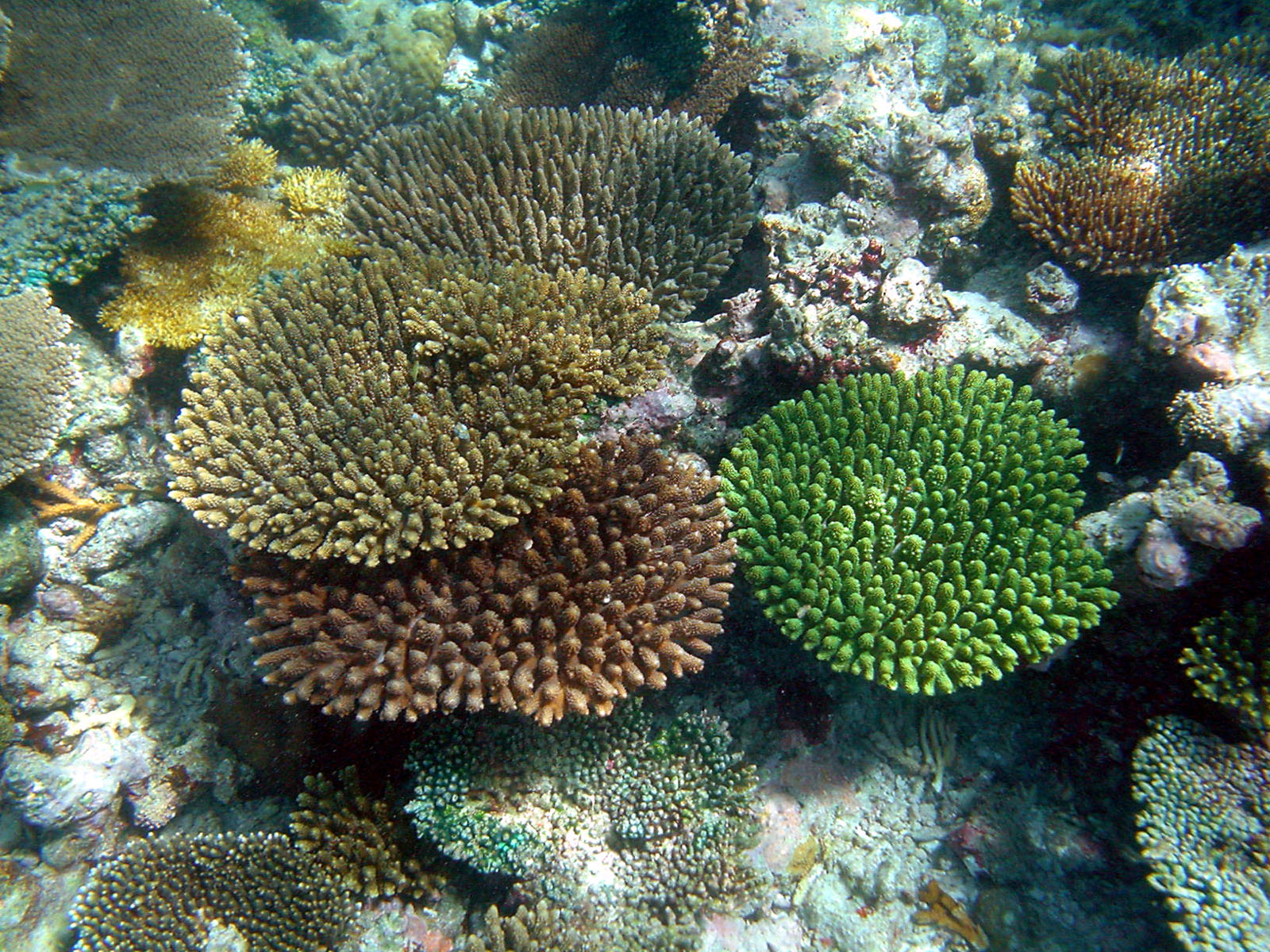
Coralli ramificati del reef di Madoogali testimoniano una ripresa significativa dopo lo sbiancamento dei coralli del 1998.

Madoogali (pron. maɖuuɣaɭi, senz'accenti tonici) è un'isola delle Maldive, che si trova nella zona nord-occidentale dell'Atollo di Ari, a qualche miglia dalla barriera esterna dell'atollo; l'isola, sede dell'omonimo resort turistico, è situata in mezzo a una pass (Madoogali Kandu) e le sue acque sono quindi ricche d'ogni varietà di specie ittiche. La barriera corallina di Madoogali è fra quelle che hanno recuperato meglio dopo lo sbiancamento dei coralli avvenuto nel 1998.